# Стеван Петровић Бриле
Стеван Петровић Бриле (Стејановци, код Руме, 17. новембар 1921 — Беочин, 9. мај 1943) био је учесник Народноослободилачке борбе и народни херој Југославије.

## Биографија
Рођен је 17. новембра 1921. године у селу Стејановцима, код Руме. После завршене основне школе, у родном месту, отишао је на изучавање берберског заната. Радио у многим местима у Срему, а касније и у Београду. Дружећи се са омладином и радницима пришао је радничком покрету. Члан Савеза комунистичке омладине Југославије (СКОЈ) је постао 1941. године, а Комунистичке партије Југославије (КПЈ) 1943. године.
После Априлског рата и окупације Краљевине Југославије, 1941. године, вратио се у родно место. Заједно са осталим члановима месне скојевске организације радио је на прикупљању оружја и другог материјала и организовању устанка. У току лета отушао је у Фрушкогорски партизански одред. Заједно са Лазаром Марковићем Чађом, народним херојем, јуна 1942. године, извео је један необичан подухват - они су у Великим Радинцима, ушли у аутобус, који је саобраћао између Гргуреваца и Сремске Митровице, напали возача и немачке официре и присилили их да возе на Фрушку гору. Фрушкогорски партизани су били изненађени када су Бриле и Чађа са заробљеним Немцима дошли у шуму аутобусом.
Када је, у августа 1942. године, на Фрушкој гори формирана прва диверзантска десетина, Бриле је био изабран за њеног политичког комесара. Првих дана јануара 1943. године формирана је и специјална диверзантска група од једанаест бораца, за чијег је политичког комесара поново изабран Бриле.
Једна од значајнијих акција ове групе, била је диверзија коју су, 14. фебруара 1943. године, извршили Бриле и Милан Корица Ковач, народни херој. Тада је требало да униште електричну централу у Врднику која је околину и рудник, снабдевала струјом. У Врднику се тада налазио окупаторски гарнизон с око 1.500 Немаца и усташа. Око осам сати увече, са заробљеним полицајцем, неометано су прошли поред стражара и ушли у електричну централу. У машинарницу су убацили оксигенски боцу, тешку педесет килограма, а затим дефанзивну бомбу. После експлозије, Немци су били изненађени и почели су насумице да пуцају. Бриле и Ковач су искористили ову ситуацију, и готово неометано изашли иу електричне централе, која је дужи временски период била онеспособљена.
У лето 1943. године Бриле, Чађа и још седам партизана су упали у румску железничку станицу, побили свих дванаест стражара и седморицу усташа, а затим демолирали и запалили станичне уређаје. На воз који је тада улазио у станицу они су тада осули паљбу из аутомата, због чега је воз, и поред планираног задржавања, продужио пут. Ова акција је била изведена у непосредној близини касарне, у којој је било око 600 немачких војника. Једна од тежих акција, у којој је Бриле учествовао, била је и минирање беочинске пруге, којом су често пролазили возови с немачким војницима. После два неуспела покушаја, Бриле је 9. маја 1943. године поново поставио мину на пругу код села Раковца, и чекао између Дунава и обронка брда, сасвим близу пруге. Локомотива и два вагона су прошла, а тек је трећи вагон активирао Брилетову мину. После експлозије, непријатељ се брзо средио, и настала је неравноправна борба — Бриле је одступао и пуцао, али је био рањен. Смртно рањеног, немачки војници су га изболи бајонетима и изгазили чизмама. Сутрадан су га мртвог изложили на главном тргу у Беочину.
Указом Президијума Народне скупштине ФНР Југославије 22. децембра 1951. године, проглашен је за народног хероја.